# Learnalilgivinanlovin
Learnalilgivinanlovin è un brano musicale dell'artista Gotye. Estratto come primo singolo dall'album Like Blood Drawing nel 2006

## Struttura
La canzone trae pesante influenza dalla Motown Records degli anni '50 e '60. Usa anche un camplionamento della canzone Be My Baby.

## Video
Un video musicale per accompagnare l'uscita di Learnalilgivinanlovin è stato pubblicato su YouTube il 7 dicembre 2007 con una lunghezza relativa a 2 minuti e 51 secondi.

## Tracce
Download digitale
1. Learnalilgivinanlovin (Passion Pit Mix) -4:35

CD singolo australiano
1. Learnalilgivinanlovin -2:49
2. Seven Hours with a Backseat Driver -4:44

## Classifica
| Classifica (2008) | Posizione massima |
| ----------------- | ----------------- |
| Belgio (Fiandre)  | 10                |